# Ribeira do Ebro

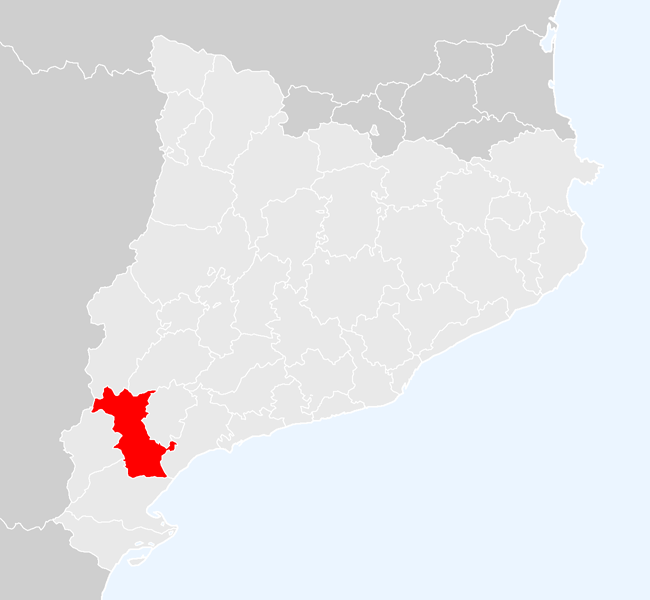
Localização da Ribeira do Ebro na Catalunha

Brasão da comarca

Ribeira do Ebro (em catalão: Ribera d'Ebre; em castelhano: Ribera de Ebro) é uma comarca da Catalunha, Espanha. Tem 827,31 quilômetros quadrados 23 319 habitantes.

## Subdivisões
A comarca subdivide-se nos seguintes municípios:
- Ascó
- Benissanet
- Flix
- Garcia
- Ginestar
- Miravet
- Móra d'Ebre
- Móra la Nova
- La Palma d'Ebre
- Rasquera
- Riba-roja d'Ebre
- Tivissa
- La Torre de l'Espanyol
- Vinebre